# Ligne 7 du métro de Hangzhou
La ligne 7 du métro de Hangzhou (en chinois: 杭州地铁7号线) est une ligne du métro de Hangzhou qui permettra de joindre l'aéroport international de Hangzhou-Xiaoshan et centre-ville de Hangzhou. La ligne comprend 24 stations, avec une longueur de 47,48km. Elle part de la place de Wushan et se termine rue Jiangdong'er. La ligne utilise un train de Type A dont la capacité est plus grande que celle des lignes en service. La section entre rue Jiangdong'er et le Centre Olympique a ouvert le 30 décembre 2020. La station Centre de Citoyen a ouvert le 17 septembre 2021, ainsi que la section sous la rivière Qiantang. 

## Histoire

### Chronologie
- 30 décembre 2020 : L’ouverture de la section Centre des sports olympiques -Rue Jiangdong’er.
- 17 septembre 2021 : Prolongation de la ligne de Centre de sports olympiques à Centre des citoyens.
- 1er avril 2022 : Prolongation de la ligne de Centre des citoyens à Square Wushan, sauf la station Moyetang.
- 22 avril 2022 : Ajouter la station Moyetang

## Caractéristiques

### Liste des stations
| Route | Nom de la station | Nom de la station                  | Nom de la station              | Correspondances   | Quartier   | Date d'ouverture  |
| Route | Chinois           | Français                           | Anglais                        | Correspondances   | Quartier   | Date d'ouverture  |
| ----- | ----------------- | ---------------------------------- | ------------------------------ | ----------------- | ---------- | ----------------- |
|       |                   |                                    |                                |                   |            |                   |
| ●     | 吴山广场          | Square Wushan                      | Wushan Square                  |                   | Shangcheng | 1 avril 2022      |
| ●     | 江城路            | Rue Jiangcheng                     | Jiangcheng Road                | 5                 | Shangcheng | 1 avril 2022      |
| ●     | 莫邪塘            | Moyetang                           | Moyetang                       |                   | Shangcheng | 22 avril 2022     |
| ●     | 观音塘            | Guanyintang                        | Guanyintang                    | 9                 | Shangcheng | 1 avril 2022      |
| ●     | 市民中心          | Centre des citoyens                | Citizen Center                 | 4                 | Shangcheng | 17 septembre 2021 |
| ●     | 奥体中心          | Centre des sports olympique        | Olympic Sports Center          | 6                 | Binjiang   | 30 décembre 2020  |
| ●     | 兴议              | Xingyi                             | Xingyi                         |                   | Xiaoshan   | 30 décembre 2020  |
| ●     | 明星路            | Rue Mingxing                       | Mingxing Road                  |                   | Xiaoshan   | 30 décembre 2020  |
| ●     | 建设三路          | Rue Jianshesan                     | Jianshesan Road                | 2                 | Xiaoshan   | 30 décembre 2020  |
| ●     | 新兴路            | Rue Xinxing                        | Xinxing Road                   |                   | Xiaoshan   | 30 décembre 2020  |
| ●     | 新汉路            | Rue Xinhan                         | Xinhan Road                    |                   | Xiaoshan   | 30 décembre 2020  |
| ●     | 新街              | Xinjie                             | Xinjie                         |                   | Xiaoshan   | 30 décembre 2020  |
| ●     | 合欢路            | Rue Hehuan                         | Hehuan Road                    |                   | Xiaoshan   | 30 décembre 2020  |
| ●     | 盈中              | Yingzhong                          | Yingzhong                      |                   | Xiaoshan   | 30 décembre 2020  |
| ●     | 坎山              | Kanshan                            | Kanshan                        |                   | Xiaoshan   | 30 décembre 2020  |
| ●     | 新港              | Xingang                            | Xingang                        |                   | Xiaoshan   | 30 décembre 2020  |
| ●     | 萧山国际机场      | Aéroport international de Xiaoshan | Xiaoshan International Airport | 1 19 Aéroport HGH | Xiaoshan   | 30 décembre 2020  |
| ●     | 永盛路            | Rue Yongsheng                      | Yongsheng Road                 | 19                | Xiaoshan   | 30 décembre 2020  |
| ●     | 新镇路            | Rue Xinzhen                        | Xinzhen Road                   |                   | Qiantang   | 30 décembre 2020  |
| ●     | 义蓬              | Yipeng                             | Yipeng                         |                   | Qiantang   | 30 décembre 2020  |
| ●     | 塘新线            | Route Tangxin                      | Tangxinxian                    |                   | Qiantang   | 30 décembre 2020  |
| ●     | 青六中路          | Chemin Qingliu-centre              | Middle Qingliu Road            | 8                 | Qiantang   | 30 décembre 2020  |
| ●     | 启成路            | Rue Qicheng                        | Qicheng Road                   |                   | Qiantang   | 30 décembre 2020  |
| ●     | 江东二路          | Rue Jiangdong'er                   | Jiangdong'er Road              |                   | Qiantang   | 30 décembre 2020  |
|       |                   |                                    |                                |                   |            |                   |

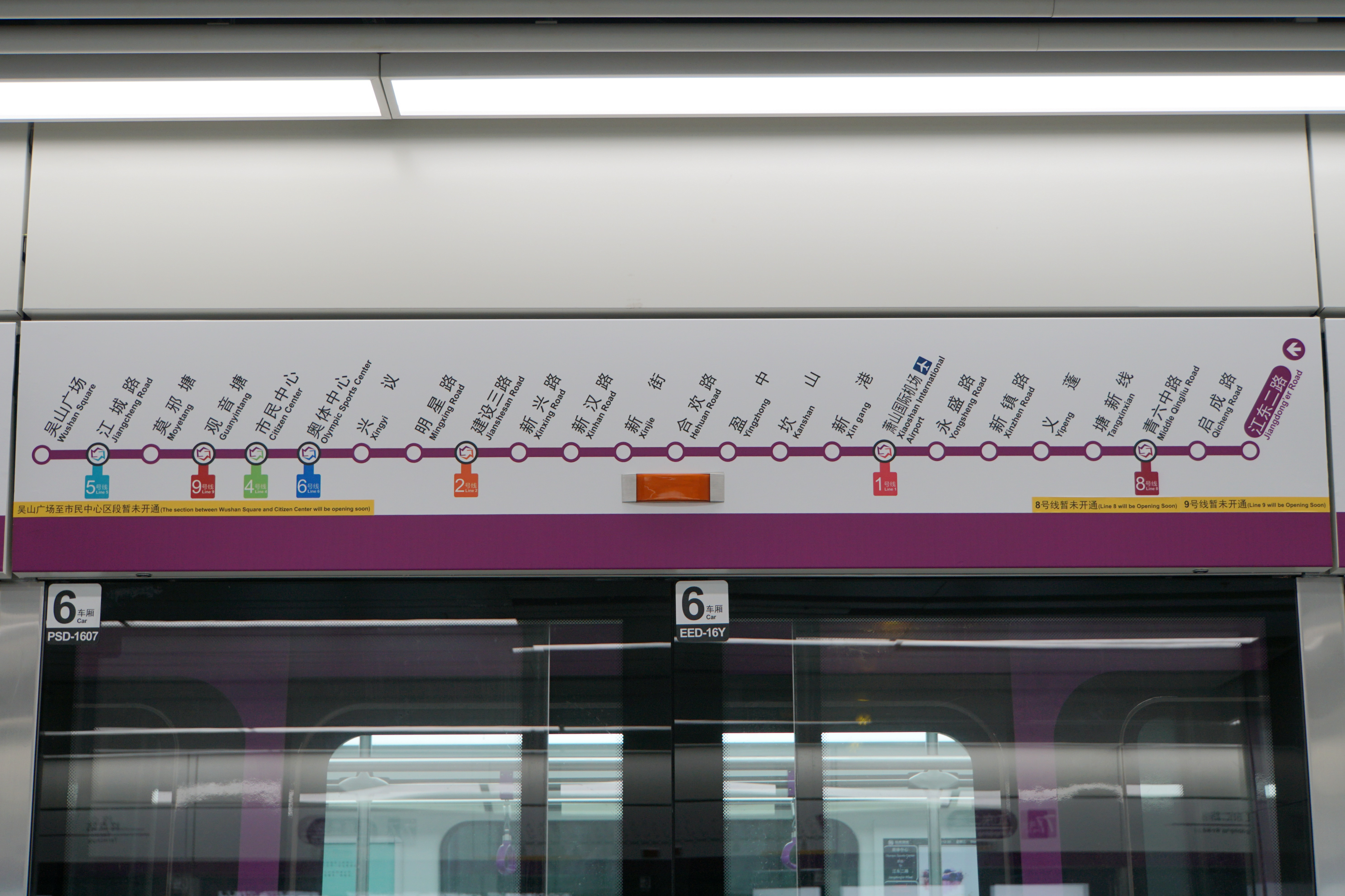
Liste des stations sur portes de sécurité

Quelques stations
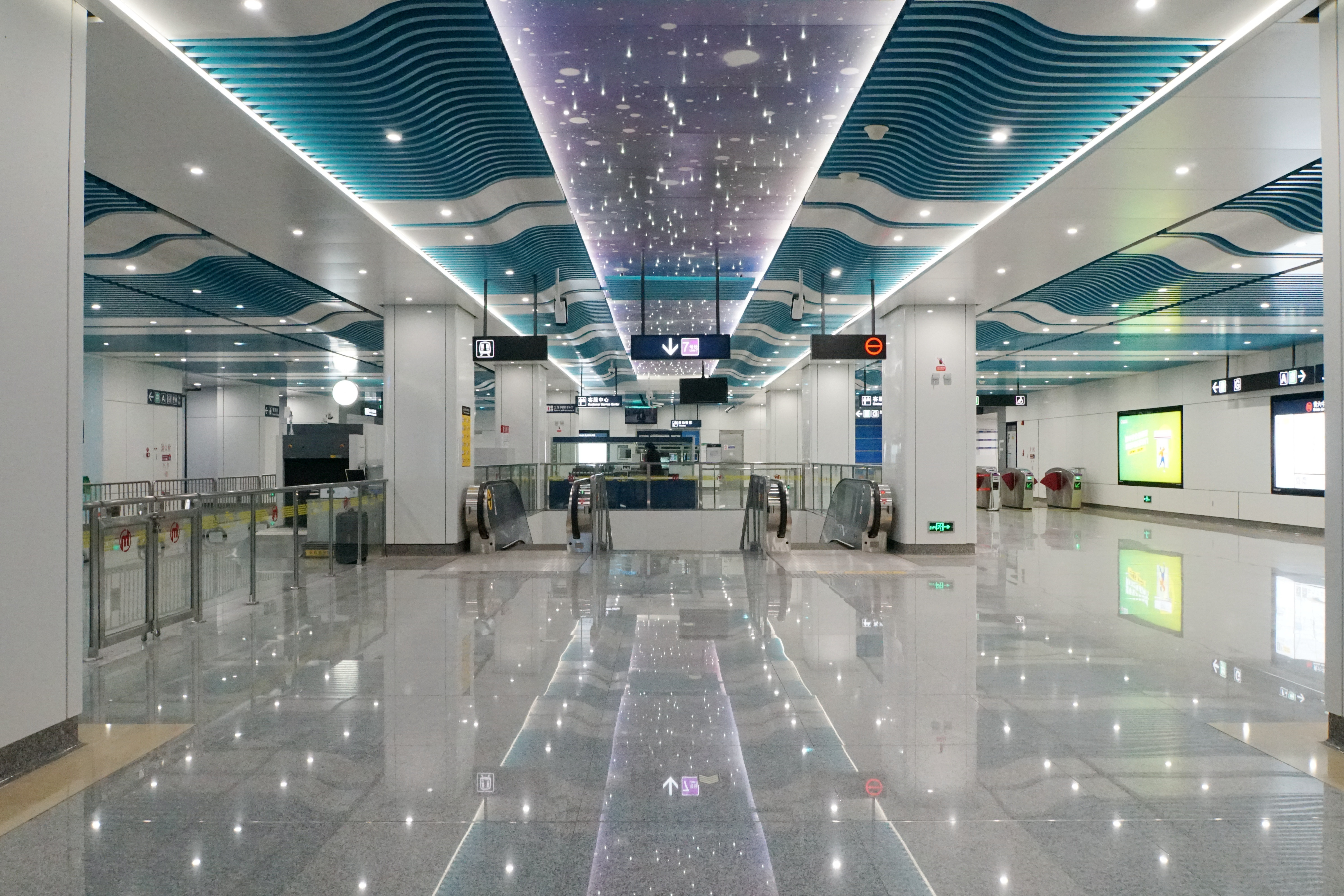
Station de Middle Qingliu.
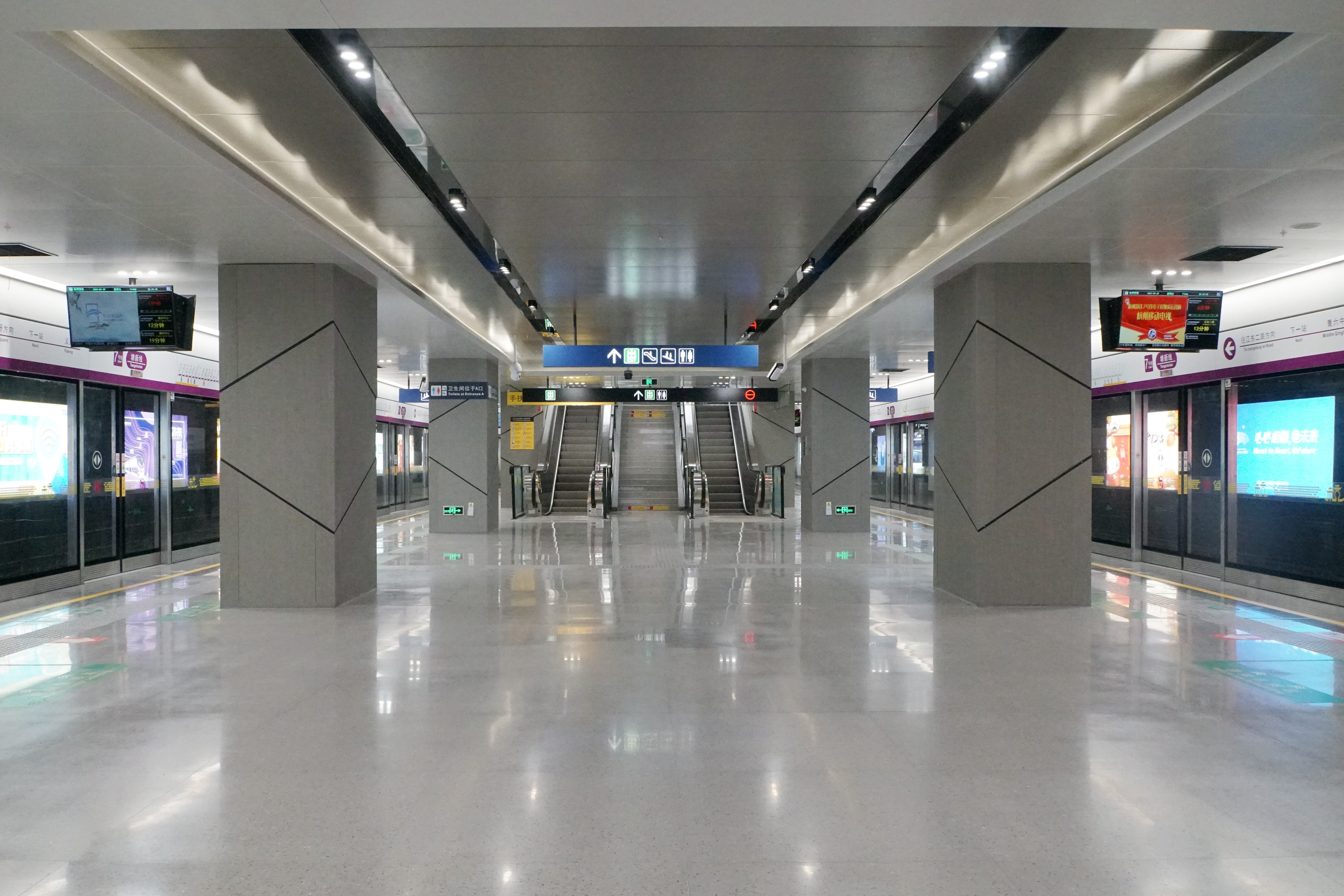
Station de Tangxinxian.
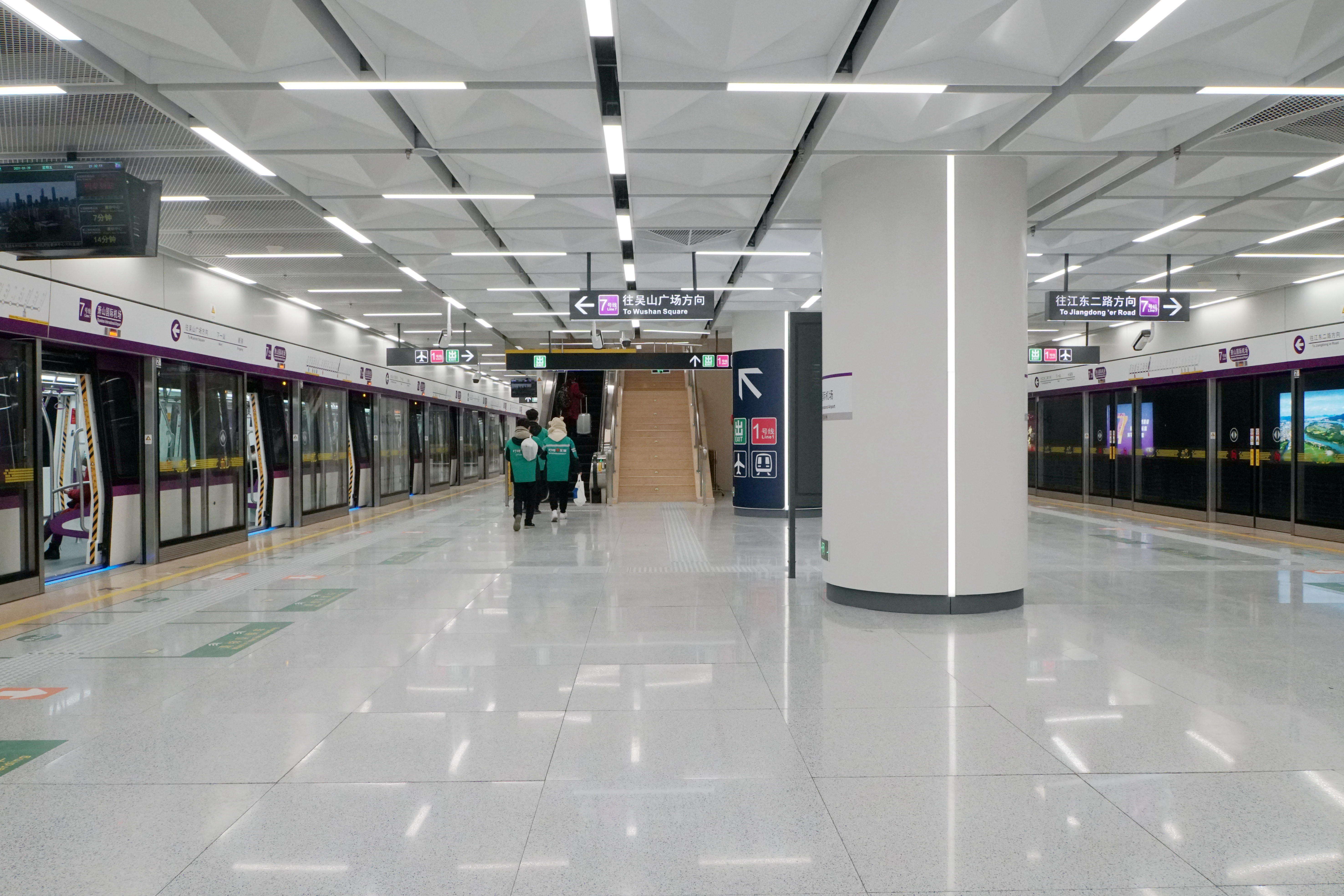
Station de l'Aéroport International de Xiaoshan.
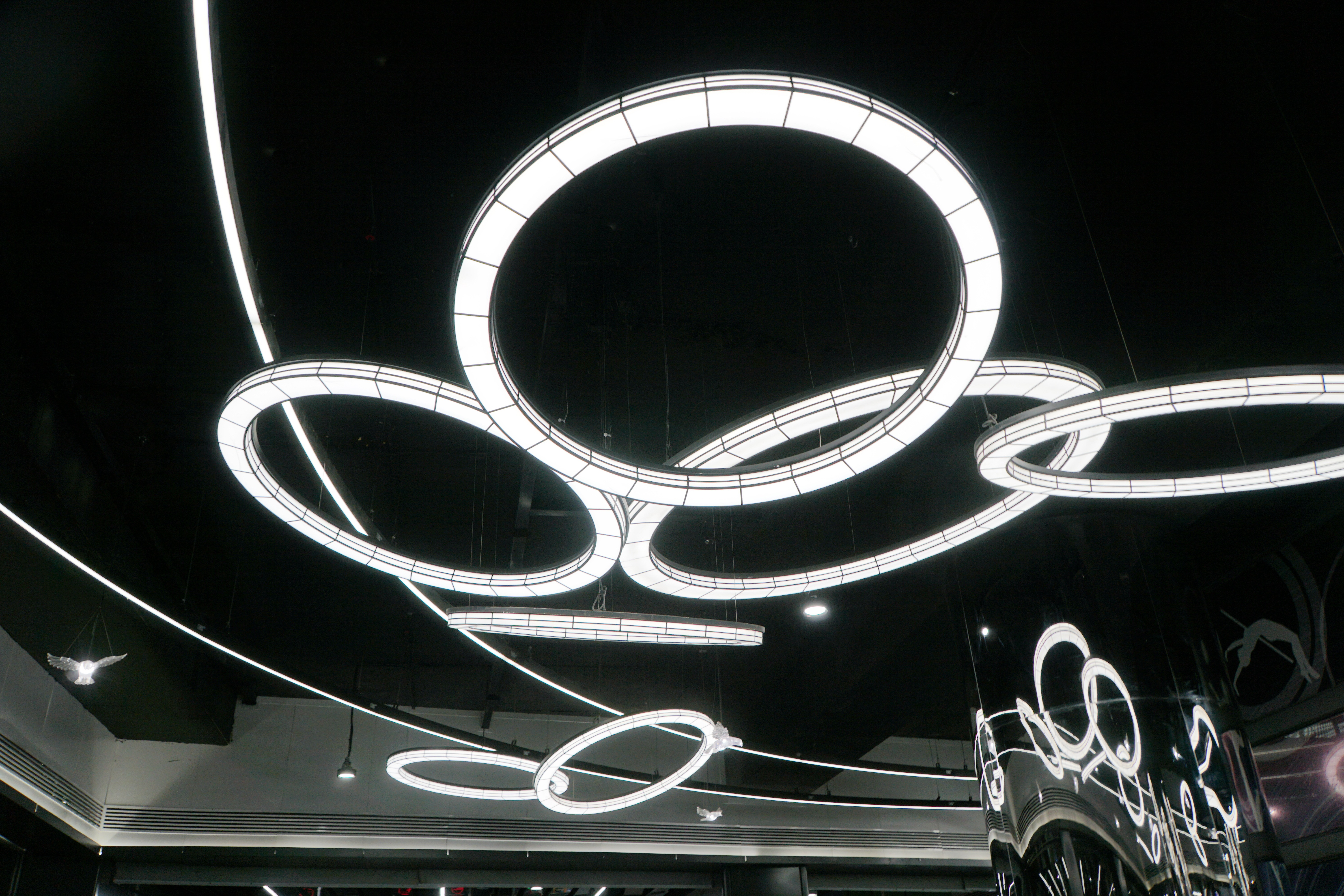
Station de Olympic Sports Center.